# Пещерная стоянка Леви
Пещерная стоянка Леви — археологический памятник, место пещерной стоянки близ города Брайарклифф в округе Тревис, штат Техас, находящийся примерно в 40 километрах от центра города Остин. Раскопки на месте стоянки помогли найти объекты палеоиндейской культуры Кловис использовавшиеся примерно 10 000 лет до н. э. Место названо по имени владельца территории, на которой была обнаружена стоянка, Малколма Леви.
Пещерная стоянка Леви находится на берегу ручья Лик-Крик, притока реки Педерналес. Место было обнаружено в 1950-х годах, первые раскопки были проведены 1959—60 годах под руководством Герберта Александера-младшего. Позже раскопки проводились ещё два раза, в 1974 и 1977 годах. Раскопки помогли собрать достаточное количество свидетельств использования территории палеоиндейцами в качестве стоянки. Однако найденные палеоиндейские артефакты не находятся в первозданном стратиграфическом контексте, многие из них не поддаются классификации в общепринятой региональной типологии, а радиоуглеродная датировка, выполненная по раковинам улиток и моллюсков, не была успешной. Также были обнаружены материалы более поздних доисторических периодов, но они не были в центре внимания исследований.
Самыми старыми, по всей видимости, являются отложения травертина в задней части пещеры. Эти отложения содержат кости и чешуйки, которые, однако, не были должным образом датированы. Остальной сайт раскопок был условно разделён на 5 стратиграфических зон. Первая зона состоит в основном из обломков свода и богатого кварцем песка, указывающего на то, что пещера подтоплялась рекой Педерналес. В этой зоне было найдено несколько каменных фрагментов, а также кости оленей, кроликов, вымерших тапиров, бизонов, ужасных волков, лошадей и других видов животных. Во второй зоне также были обнаружены кости вымерших животных, включая бизонов, пекари и лошадей, а также наконечники, похожие на те, что использовались людьми культуры Кловис. Радиоуглеродная датировка показала, что наконечники были созданы примерно в 10 000 ± 175 лет до н. э. Третья зона состоит в основном из нанесённого водой песка и не содержит большого количества артефактов. Четвёртая зона является основной культурной зоной этого участка, содержащей многочисленные артефакты, среди которых смесь стилей наконечников, напоминающих такие поздние палеоиндейские типы, как Ангостура, Плейнвью, Лерма и другие. Радиоуглеродные даты колеблются от 6750 ± 150 до 9300 ± 160 лет до н. э. Пятая зона представляет собой пыльную поверхностную зону, содержащую более поздние культурные остатки.
В 1971 году место пещерной стоянки было внесено в Национальный реестр исторических мест США. Большинство найденных артефактов сайта находятся на хранении в Техасском университете.